# Chico and the Man

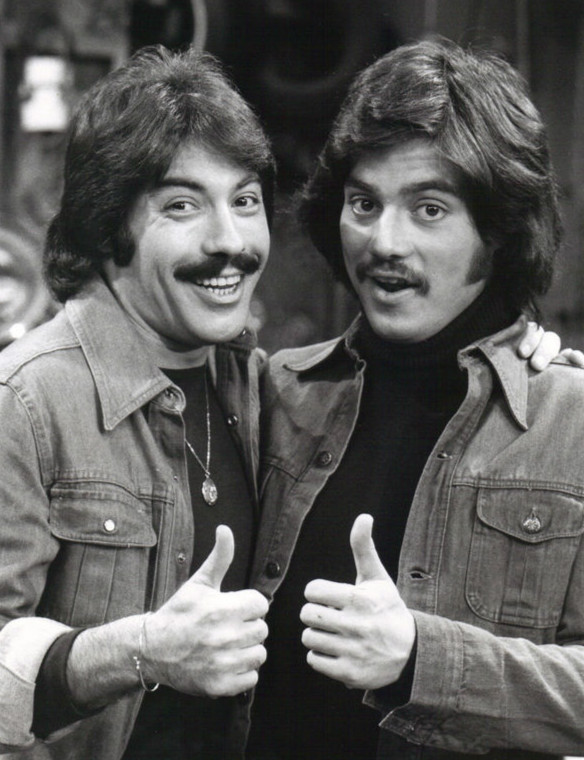
Freddie Prinze e Tony Orlando.

Chico and the Man, anche conosciuta con il titolo Chico, è una serie televisiva statunitense in 88 episodi trasmessi per la prima volta nel corso di 4 stagioni dal 1974 al 1978.
Il protagonista è interpretato da Jack Albertson nel ruolo di Ed Brown, proprietario irascibile di un garage di Los Angeles Est, e  Freddie Prinze nel ruolo di Chico Rodriguez, un giovane chicano ottimista in cerca di lavoro che viene assunto dal primo. Fu la prima serie televisiva statunitense ambientata interamente in un quartiere messicano-statunitense. La comicità della sitcom verte principalmente sugli scontri verbali e sui battibecchi tra i due, profondamente diversi sia sul piano caratteriale che su quello culturale. Per il ruolo Albertson vinse un Emmy Award nel 1976.

## Episodi
| Stagione         | Episodi | Prima TV USA | Prima TV Italia |
| ---------------- | ------- | ------------ | --------------- |
| Prima stagione   | 22      | 1974-1975    |                 |
| Seconda stagione | 22      | 1975-1976    |                 |
| Terza stagione   | 21      | 1976-1977    |                 |
| Quarta stagione  | 23      | 1977-1978    |                 |

## Personaggi
- Ed Brown (88 episodi, 1974-1978), interpretato da	Jack Albertson.
- Louie (65 episodi, 1974-1978), interpretato da	Scatman Crothers.
- Chico Rodriguez (62 episodi, 1974-1977), interpretato da	Freddie Prinze.
- Della Rogers (27 episodi, 1975-1978), interpretata da	Della Reese.
- Raul Garcia (23 episodi, 1977-1978), interpretato da	Gabriel Melgar.
- Reverendo Bemis (9 episodi, 1975-1976), interpretato da	Ronny Graham.
- Alfred (9 episodi, 1974-1978), interpretato da	Bill McLean.
- Mando (7 episodi, 1974-1978), interpretato da	Isaac Ruiz.
- zia Charo (6 episodi, 1977-1978), interpretato da	Charo.
- Mabel (6 episodi, 1974-1975), interpretata da	Bonnie Boland.
- Monica (6 episodi, 1978), interpretata da	Julie Hill.
- Doc (5 episodi, 1974-1977), interpretato da	Julio Medina.
- Salvador (5 episodi, 1976-1977), interpretato da	Danny Mora.
- Liz Garcia, RN (4 episodi, 1975-1976), interpretata da	Jeannie Linero.
- Flora (3 episodi, 1975-1976), interpretata da	Carole Cook.
- Pepe Fernando (1 episodio, 1976), interpretata da	Jose Feliciano
- Sammy Davis Jr (1 episodio, 1975), interpretata da	Sammy Davis Jr.

## Produzione
La serie, ideata da James Komack, fu prodotta da The Komack Company Inc. e Wolper Productions e girata negli studios della NBC a Burbank in California. Le musiche furono composte da José Feliciano (tema musicale della sigla di apertura: "Chico and the Man" (che fu candidata per un Emmy come colonna sonora TV) e "Hard Times in El Barrio" la sigla di chiusura, entrambe cantate dallo stesso Feliciano e registrate come disco singolo RCA che entrò nella Billboard Top100 USA al n. 96 la prima settimana di gennaio 1975 e nell'album "And The Feelings good" (n. 136 nella Billboard Top200LP nel 1975)

### Registi
Tra i registi della serie sono accreditati:
- Jack Donohue (69 episodi, 1975-1978)
- Peter Baldwin (16 episodi, 1974-1975)
- James Komack (2 episodi, 1975)

## Distribuzione
La serie fu trasmessa negli Stati Uniti d'America dal 1974 al 1978 sulla rete televisiva NBC.
Alcune delle uscite internazionali sono state:
- negli Stati Uniti d'America il 13 settembre 1974 (Chico and the Man)
- nei Paesi Bassi il 12 marzo 1975
- in Germania Ovest (Die Zwei von der Tankstelle)
- in Italia (Chico and the Man o anche Chico) il 5 marzo 1984